# Swiss Indoors
Swiss Indoors är en tennisturnering som spelas årligen i Basel, Schweiz, sedan 1995. Den är en del av 500 Series på ATP-touren och underlaget den spelas på är hard court inomhus. 
Roger Federer innehar rekordet för flest singeltitlar, han har vunnit turneringen tio gånger (2006, 2007, 2008, 2010, 2011, 2014, 2015, 2017, 2018 och 2019).

## Resultat

### Rekord
- Flest singeltitlar: 10
  -  Roger Federer (2006, 2007, 2008, 2010, 2011, 2014, 2015, 2017, 2018, 2019)
- Flest raka singeltitlar: 3
  -  Roger Federer (2006–2008, 2017–2019)
- Flest singelfinaler: 15
  -  Roger Federer (2000, 2001, 2006, 2007, 2008, 2009, 2010, 2011, 2012, 2013, 2014, 2015, 2017, 2018, 2019)
- Flest raka singelfinaler: 10
  -  Roger Federer (2006–2015)

### Singel
| År   | Mästare               | Finalist              | Resultat                       |
| ---- | --------------------- | --------------------- | ------------------------------ |
| 2019 | Roger Federer         | Alex de Minaur        | 6–2, 6–2                       |
| 2018 | Roger Federer         | Marius Copil          | 7–6(7–5), 6–4                  |
| 2017 | Roger Federer         | Juan Martín del Potro | 6–7(5–7), 6–4, 6–3             |
| 2016 | Marin Čilić           | Kei Nishikori         | 6–1, 7–6(7–5)                  |
| 2015 | Roger Federer         | Rafael Nadal          | 6–3, 5–7, 6–3                  |
| 2014 | Roger Federer         | David Goffin          | 6–2, 6–2                       |
| 2013 | Juan Martín del Potro | Roger Federer         | 7–6(7–3), 2–6, 6–4             |
| 2012 | Juan Martín del Potro | Roger Federer         | 6–4, 6–7(5–7), 7–6(7–3)        |
| 2011 | Roger Federer         | Kei Nishikori         | 6–1, 6–3                       |
| 2010 | Roger Federer         | Novak Djokovic        | 6–4, 3–6, 6–1                  |
| 2009 | Novak Djokovic        | Roger Federer         | 6–4, 4–6, 6–2                  |
| 2008 | Roger Federer         | David Nalbandian      | 6–3, 6–4                       |
| 2007 | Roger Federer         | Jarkko Nieminen       | 6–3, 6–4                       |
| 2006 | Roger Federer         | Fernando Gonzalez     | 6–3, 6–2, 7–6(3)               |
| 2005 | Fernando Gonzalez     | Marcos Baghdatis      | 6–7(8), 6–3, 7–5, 6–4          |
| 2004 | Jiri Novak            | David Nalbandian      | 5–7, 6–3, 6–4, 1–6, 6–2        |
| 2003 | Guillermo Coria       | David Nalbandian      | walkover                       |
| 2002 | David Nalbandian      | Fernando Gonzalez     | 6–4, 6–3, 6–2                  |
| 2001 | Tim Henman            | Roger Federer         | 6–3, 6–4, 6–2                  |
| 2000 | Thomas Enqvist        | Roger Federer         | 6–2, 4–6, 7–6(4), 1–6, 6–1     |
| 1999 | Karol Kucera          | Tim Henman            | 6-4, 7–6(10), 4–6, 4–6, 7–6(2) |
| 1998 | Tim Henman            | Andre Agassi          | 6–4, 6–3, 3–6, 6–4             |
| 1997 | Greg Rusedski         | Mark Philippoussis    | 6–3, 7–6(6), 7–6(3)            |
| 1996 | Pete Sampras          | Hendrik Dreekmann     | 7–5, 6–2, 6–0                  |
| 1995 | Jim Courier           | Jan Siemerink         | 6–7(2), 7–6(5), 5–7, 6–2, 7–5  |
| 1994 | Wayne Ferreira        | Patrick McEnroe       | 4–6, 6–2, 7–6(7), 6–3          |
| 1993 | Michael Stich         | Stefan Edberg         | 6–4, 6–7(5), 6–3, 6–2          |
| 1992 | Boris Becker          | Petr Korda            | 3–6, 6–3, 6–2, 6–4             |
| 1991 | Jakob Hlasek          | John McEnroe          | 7–6(4), 6–0, 6–3               |
| 1990 | John McEnroe          | Goran Ivanisevic      | 6–7, 4–6, 7–6, 6–3, 6–4        |
| 1989 | Jim Courier           | Stefan Edberg         | 7–6, 3–6, 2–6, 6–0, 7–5        |
| 1988 | Stefan Edberg         | Jakob Hlasek          | 7–5, 6–3, 3–6, 6–2             |
| 1987 | Yannick Noah          | Ronald Agenor         | 7–6, 6–4, 6–4                  |
| 1986 | Stefan Edberg         | Yannick Noah          | 7–6, 6–2, 6–7, 7–6             |
| 1985 | Stefan Edberg         | Yannick Noah          | 6–7, 6–4, 7–6, 6–1             |
| 1984 | Joakim Nyström        | Tim Wilkison          | 6–3, 3–6, 6–4, 6–2             |
| 1983 | Vitas Gerulaitis      | Wojtek Fibak          | 4–6, 6–1, 7–5, 5–5 uppgivet    |
| 1982 | Yannick Noah          | Mats Wilander         | 6–4, 6–2, 6–3                  |
| 1981 | Ivan Lendl            | Jose Luis Clerc       | 6–2, 6–3, 6–0                  |
| 1980 | Ivan Lendl            | Björn Borg            | 6–3, 6–2, 5–7, 0–6, 6–4        |
| 1979 | Brian Gottfried       | Johan Kriek           | 7–5, 6–1, 4–6, 6–3             |
| 1978 | Guillermo Vilas       | John McEnroe          | 6–3, 5–7, 7–5, 6–4             |
| 1977 | Björn Borg            | John Lloyd            | 6–4, 6–2, 6–3                  |
| 1976 | Jan Kodeš             | Jiri Hrebec           | 6–4, 6–2, 6–3                  |
| 1975 | Jiri Hrebec           | Ilie Nastase          | 6–1, 7–6, 2–6, 6–4             |

### Dubbel
| År   | Mästare                            | Finalister                            | Resultat                |
| ---- | ---------------------------------- | ------------------------------------- | ----------------------- |
| 2019 | Jean-Julien Rojer Horia Tecău      | Taylor Fritz Reilly Opelka            | 7–5, 6–3                |
| 2018 | Dominic Inglot Franko Škugor       | Alexander Zverev Mischa Zverev        | 6–2, 7–5                |
| 2017 | Ivan Dodig Marcel Granollers       | Fabrice Martin Édouard Roger-Vasselin | 7–5, 7–6(8–6)           |
| 2016 | Marcel Granollers Jack Sock        | Robert Lindstedt Michael Venus        | 6–3, 6–4                |
| 2015 | Alexander Peya Bruno Soares        | Jamie Murray John Peers               | 7–5, 7–5                |
| 2014 | Vasek Pospisil Nenad Zimonjić      | Marin Draganja Henri Kontinen         | 7–6(15–13), 1–6, [10–5] |
| 2013 | Treat Conrad Huey Dominic Inglot   | Julian Knowle Oliver Marach           | 6–3, 3–6, [10–4]        |
| 2012 | Daniel Nestor Nenad Zimonjić       | Treat Conrad Huey Dominic Inglot      | 7–5, 6–7(4–7), [10–5]   |
| 2011 | Michaël Llodra Nenad Zimonjić      | Max Mirnyi Daniel Nestor              | 6–4, 7–5                |
| 2010 | Bob Bryan Mike Bryan               | Daniel Nestor Nenad Zimonjić          | 6–3, 3–6, [10–3]        |
| 2009 | Daniel Nestor Nenad Zimonjić       | Bob Bryan Mike Bryan                  | 6–2, 6–3                |
| 2008 | Mahesh Bhupathi Mark Knowles       | Christopher Kas Philipp Kohlschreiber | 6–3, 6–3                |
| 2007 | Bob Bryan Mike Bryan               | James Blake Mark Knowles              | 6–1, 6–1                |
| 2006 | Mark Knowles Daniel Nestor         | Mariusz Fyrstenberg Marcin Matkowski  | 4–6, 6–4, 10–8          |
| 2005 | Agustin Calleri Fernando Gonzalez  | Stephen Huss Wesley Moodie            | 7–5, 7–5                |
| 2004 | Bob Bryan Mike Bryan               | Lucas Arnold Ker Mariano Hood         | 7–6(9), 6–2             |
| 2003 | Mark Knowles Daniel Nestor         | Lucas Arnold Ker Mariano Hood         | 6–4, 6–2                |
| 2002 | Bob Bryan Mike Bryan               | Mark Knowles Daniel Nestor            | 7–6(1), 7–5             |
| 2001 | Ellis Ferreira Rick Leach          | Mahesh Bhupathi Leander Paes          | 7–6(3), 6–4             |
| 2000 | Donald Johnson Piet Norval         | Roger Federer Dominik Hrbaty          | 7–6(9), 4–6, 7–6(4)     |
| 1999 | Brent Haygarth Aleksandar Kitinov  | Jiri Novak David Rikl                 | 0–6, 6–4, 7–5           |
| 1998 | Olivier Delaitre Fabrice Santoro   | Piet Norval Kevin Ullyett             | 6–3, 7–6                |
| 1997 | Tim Henman Marc Rosset             | Karsten Braasch Jim Grabb             | 7–6, 6–7, 7–6           |
| 1996 | Jevgenij Kafelnikov Cyril Suk      | David Adams Menno Oosting             | 6–3, 6–4                |
| 1995 | Cyril Suk Daniel Vacek             | Mark Keil Peter Nyborg                | 3–6, 6–3, 6–3           |
| 1994 | Patrick McEnroe Jared Palmer       | Lan Bale John-Laffnie de Jager        | 6–3, 7–6                |
| 1993 | Byron Black Jonathan Stark         | Neil Broad Gary Muller                | 3–6, 7–5, 6–3           |
| 1992 | Tom Nijssen Cyril Suk              | Karel Novacek David Rikl              | 6–3, 6–4                |
| 1991 | Jakob Hlasek Patrick McEnroe       | Petr Korda John McEnroe               | 3–6, 7–6, 7–6           |
| 1990 | Stefan Kruger Christo Van Rensburg | Neil Broad Gary Muller                | 4–6, 7–6, 6–3           |
| 1989 | Udo Riglewski Michael Stich        | Omar Camporese Claudio Mezzadri       | 6–3, 4–6, 6–0           |
| 1988 | Jakob Hlasek Tomas Smid            | Jeremy Bates Peter Lundgren           | 6–3, 6–1                |
| 1987 | Anders Järryd Tomas Smid           | Stanislav Birner Jaroslav Navratil    | 6–4, 6–3                |
| 1986 | Guy Forget Yannick Noah            | Jan Gunnarsson Tomas Smid             | 7–6, 6–4                |
| 1985 | Tim Gullikson Tom Gullikson        | Mark Dickson Tim Wilkison             | 4–6, 6–4, 6–4           |
| 1984 | Pavel Slozil Tomas Smid            | Stefan Edberg Tim Wilkison            | 7–6, 6–2                |
| 1983 | Pavel Slozil Tomas Smid            | Stefan Edberg Florin Segarceanu       | 6–1, 3–6, 7–6           |
| 1982 | Henri Leconte Yannick Noah         | Fritz Buehning Pavel Slozil           | 6–2, 6–2                |
| 1981 | Jose Luis Clerc Ilie Nastase       | Markus Gunthardt Pavel Slozil         | 7–6, 6–7, 7–6           |
| 1980 | Kevin Curren Steve Denton          | Bob Hewitt Frew McMillan              | 6–7, 6–4, 6–4           |
| 1979 | Bob Hewitt Frew McMillan           | Brian Gottfried Raul Ramirez          | 6–3, 6–4                |
| 1978 | Wojtek Fibak John McEnroe          | Bruce Manson Andrew Pattison          | 7–6, 7–5                |
| 1977 | Mark Cox Buster Mottram            | John Feaver John James                | 7–5, 6–4, 6–3           |
| 1976 | Frew McMillan Tom Okker            | Jiri Hrebec Jan Kodeš                 | 6–4, 7–6, 6–4           |